# Kaveri (reka)
Kaveri (znana tudi kot Cauvery, anglizirano ime) je ena večjih indijskih rek, ki teče skozi zvezni državi Karnataka in Tamil Nadu. Reka Kaveri izvira pri Talakaveriju v pogorju Brahmagiri v Zahodnih Gatih, okrožje Kodagu v zvezni državi Karnataka, na nadmorski višini 1341 m in teče približno 800 km, preden se izlije v Bengalski zaliv. Doseže morje v Poompuharju v okrožju Majiladuthurai. Je tretja največja reka – za reko Godavari in Krišno – v južni Indiji in največja v zvezni državi Tamil Nadu, ki v svojem toku državo deli na sever in jug. V starodavni tamilski literaturi se je reka imenovala tudi Ponni ('zlata mati', glede na fini mulj, ki ga odlaga).
Kaveri je sveta reka za prebivalce južne Indije in jo častijo kot boginjo Kaveriamma ('Mati Cauvery'). Šteje se, da je med sedmimi svetimi rekami Indije. V veliki meri se uporablja za kmetijstvo v Karnataki in Tamil Naduju.
Porečje reke Kaveri je ocenjeno na 81.155 kvadratnih kilometrov s številnimi pritoki, vključno s Harangi, Hemavati, Kabini, Bhavani, Lakshmana Tirtha, Noyyal in Arkavati. Porečje pokriva tri države in ozemlje Unije, kot sledi: Tamil Nadu, 43.868 kvadratnih kilometrov; Karnataka, 34.273 kvadratnih kilometrov; Kerala, 2866 kvadratnih kilometrov in Pudučeri, 148 kvadratnih kilometrov. V okrožju Čamaradžanagar tvori otok Šivanasamudra, na obeh straneh katerega so slikoviti Slapovi Šivanasamudra ‎, ki se padajo približno 100 metrov. Reka je vir za obsežen namakalni sistem in za hidroelektrično energijo. Reka je stoletja podpirala namakano poljedelstvo in služila kot življenjska sila starodavnih kraljestev in sodobnih mest južne Indije. Dostop do rečnih voda že desetletja nasprotuje indijskim državam. Obširno je bil opisan v tamilski sangamski literaturi in je v hinduizmu zelo cenjena. Delta reke Kaveri je gosto poseljena delta, ki jo pogosto prizadenejo tropski cikloni, ki nastanejo v Bengalskem zalivu.

## Etimologija

### Dravidsko
Etimologija reke izhaja iz besede narečja Sankethi za 'reko', ಕಾವೇರಿ காவிரி (kāviri), saj je to glavna reka za ljudstvo Sankethi, ki živi ob njenih vodah. Beseda izvira iz dravidskih/tamilskih korenskih besed ka in viri, கா in விரி, kar v grobem pomeni 'razvejanje v polja/gozdove', zaradi večkratnih razhajanj reke v regiji delte.

### Sanskrt
Marudvṛdhā je drugo domnevno ime za to reko, ki pomeni 'ljubljena Marutov'. Vendar je to malo verjetno, saj se Marudvrdhā identificira tudi z reko v Pandžabu.

### Vzdevki
Reka Kaveri je znana tudi kot Daksina Ganga, 'Južni Ganges' in Kaveri Amman, ko so jo častili kot boginjo reke. V starodavni tamilski literaturi se je reka imenovala tudi Ponni ('zlata devica', glede na fini mulj, ki ga odlaga).

## Potek
Reka Kaveri je trajna reka, ki se napaja z monsunskim dežjem. Izvira v kraju Talakaveri v okrožju Kodagu v indijski zvezni državi Karnataka. Ko reka zapusti hribovje Kodagu, teče na Dekansko planoto in tvori dva otoka, Srirangapatna in Šivanasamudra. Pri Šivanasamudri reka pade za 91 m in tvori slapove Šivanasamudra, drugi največji slap v Indiji. Slapove sestavljata dve brzici, imenovani Gagana Čuki in Bhara Čuki. Reka se za slapom zlije in teče skozi sotesko Mekedatu.
Reka vstopi v Tamil Nadu skozi okrožje Dharmapuri in vijuga do slapov Hogenakal. Od tam teče proti mestu Salem in vstopi v rezervoar Stanley v Meturju, kjer je bil leta 1934 zgrajen jez Mettur. Po prehodu rezervoarja se reka Bhavani, glavni pritok na desnem bregu, združi z reko Kaveri.
Reka nato vstopi v okrožje Tiručirapali in se sčasoma razcepi na dva kraka, severni del se imenuje reka Kollidam ali Coleroon, južni del reke pa ohranja ime Kaveri. Potem ko tečeta 16 km , se reki združita in tvorita otok Srirangam, nato pa se odcepita v 36 različnih kanalov. Reka potuje 765 km, preden se izlije v Bengalski zaliv.

## Pritoki
Reka Kaveri ima 29 večjih pritokov, njeni glavni pritoki so Harangi, Hemavati, Lakšmana Tirtha, Kabini, Suvarnavathi, Šimša, Arkavati, Sarabanga, Bhavani, Nojal, Thirumanimutharu in Amaravati.

## Geologija
Porečje Kaveri je nastalo v obdobju pozne jure do zgodnje krede med razpadom Gondvane in odprtjem Indijskega oceana. Večji del porečja Kaveri je sestavljen iz predkambrijskih kamnin. Dve glavni vrsti kamnin, ki ju najdemo, so metamorfne in magmatske kamnine. Closepet granit najdemo v zgornjih delih porečja Kaveri, kamnine čarnockite pa le v osrednjem delu.

### Udarna struktura Kaveri
Dokument iz leta 2017 je predlagal, da je bila v bližini reke Kaveri prisotna udarna struktura.

## Ekologija
V Karnataki je obrežno območje porečja Kaveri sestavljeno iz dveh podobmočij, gozda in agroekosistema. Več kot polovica porečja je obdelovalna, najbolj pridelana pridelka pa sta riž in sladkorni trs. Porečje Kaveri ima tudi raznoliko rastlinstvo. Nekatere glavne vrste, ki se pojavljajo so Terminalia arjuna, Tamarindus indica, Pongamia pinnata, Salix tetrasperma, banjanovec (Ficus benghalensis), Sveti figovec (Ficus religiosa), Eucalyptus torticornis in Diospyros montana.
Zavetišče za ptice Ranganthittu je ob reki Kaveri. Je določeno ramsarsko območje, ki podpira številne vrste ptic, tudi pisana štorklja (Mycteria leucocephala), kodrasti pelikan (Pelecanus philippensis) in črnoglavi ibis (Threskiornis melanocephalus). Tu živijo tudi roparski krokodil (Crocodylus palustris), gladkodlaka vidra (Lutrogale perspicillata) in riba Tor remadevii.

## Verski pomen
V hinduizmu velja reka Kaveri za eno od sedmih svetih rek v Indiji. V Puranah je pripovedovanih veliko zgodb o izvoru Kaveri kot reke in boginje. Skanda Purana pripoveduje, da sta med Samudra Manthano ali mešanjem Oceana mleka Mohini in Lopamudra pridobila nektar nesmrtnosti za bogove. Kasneje je Mohini postal jama v hribih Brahmagiri in Brahma je skrbel za Lopamudro kot svojo hčerko. Kasneje je Brahma ponudil Lopamudro kralju Kaveri, ki je bil brez otrok, saj je bil zadovoljen s predanostjo kralja Kavere. Lopamudra se je nato preimenovala v Kaveri. Ko je Kaveri odraščala, je molila k Brahmi, naj jo spremeni v očiščevalno reko.
V drugi legendi Lopamudra postane žena modreca Agastja in prevzame obliko vode med hudo sušo v južni Indiji. Modrec Agastja jo nosi v svojem majhnem medeninastem vodnem loncu na svojem potovanju na jug. Ko prispe na hrib, postavi lonec z vodo na tla, a Ganeša v obliki vrane lonec z vodo podre. Razlita voda teče po hribu navzdol in na od suše prizadeto zemljo.

## Namakanje
Primarna uporaba reke Kaveri je zagotavljanje vode za namakanje, vode za gospodinjstvo in proizvodnja električne energije.
Ocena v času prvega petletnega načrta kaže, da je skupni pretok Kaveri znašal 15 kubičnih kilometrov, od katerih je bilo 60 % uporabljenih za namakanje.
Črpalka Torekadanahalli pošlje 540 milijonov litrov vode na dan iz Kaveri 100 kilometrov v Bangalore.
Hidroelektrarna, zgrajena na levi strani slapov Sivanasamudra leta 1902, je bila prva hidroelektrarna v Aziji.
Jez Krišna Radža Sagara ima kapaciteto 49 tmc ft in jez Mettur, ki ustvarja rezervoar Stanley, ima kapaciteto 93,4 tmc ft (tisoč milijonov kubičnih ft)
Avgusta 2003 je bil dotok v rezervoarje v Karnataki najnižji v 29 letih, s 58-odstotnim primanjkljajem. Voda, shranjena v Krishna Raja Sagara, je znašala samo 4,6 tmc ft.
Februarja 2020 je skupščina Tamil Nadu sprejela zakon o razglasitvi delte Cauvery za zaščiteno kmetijsko cono, ki vključuje Thandžavur, Thirvarur, Nagapatinam in pet blokov v Cudaloreju in Pudukotaiju. Predlog zakona ne vključuje Tiručirapali, Arijalur in Karur, ki so geografsko vključeni v delto Cauvery.

## Delitev vode
Spor glede delitve reke Kaveri se je začel leta 1807, ko je vlada Madrasa nasprotovala načrtom države Misore za razvoj namakalnih projektov. Po neuspešnih začetnih pogovorih med obema vladama je Misore prosil indijsko vlado, naj posreduje. Ponovno so potekale razprave, ki so vodile do sporazuma s šestimi pravili, imenovanega Splošni sporazum iz leta 1892. 16. februarja 2018 je indijsko vrhovno sodiščesporočilo, da bo Karnataka prejela 284,75 tmc ft, Tamil Nadu 404,25 tmc ft, Kerala 30 tmc ft in Puducherry 7 tmc ft, 10 tmc ft bo rezerviranih za Varstvo okolja in 4 tmc ft bodo rezervirani za neizogibne izgube v morje.
V skladu z navodili vrhovnega sodišča je Center 1. junija 2018 ustanovil Cauvery Water Management Authority (CWMA) za obravnavo spora o delitvi rečne vode med Tamil Nadu, Karnataka, Kerala in Puducherry. Osrednja vlada se ni držala roka najvišjega sodišča v šestih tednih po izreku sodbe.
16. februarja 2018 je vrhovno sodišče naročilo vladi, naj v šestih tednih oblikuje CWMA v razsodbi, ki je nekoliko povečala delež Karnatake v vodi Cauvery, zmanjšala dodelitev za Tamil Nadu in skušala rešiti dolgotrajni vodni spor med državama.
22. junija 2018 je centralna vlada kljub nasprotovanju Karnatake ustanovila Odbor za ureditev vode Cauvery (CWRC) v skladu z določbami v shemi upravljanja Kaveri, ki jo je določilo vrhovno sodišče.